# Zawadzkie (gmina 1945–1954)
Zawadzkie – dawna gmina wiejska istniejąca w latach 1945–1954 w woj. śląskim i woj. opolskim (dzisiejsze woj. opolskie). Siedzibą władz gminy była wieś Zawadzkie.
Gmina zbiorowa (o charakterze jednostkowym) Zawadzkie powstała po II wojnie światowej (w grudniu 1945) w powiecie strzeleckim na terenie tzw. Ziem Odzyskanych (tzw. I okręg administracyjny – Śląsk Opolski), powierzonym 18 marca 1945 administracji wojewody śląskiego, a z dniem 28 czerwca 1946 przyłączonym do woj. śląskiego (śląsko-dąbrowskiego).
Według stanu z 1 stycznia 1946 gmina składała się z samego Zawadzkiego i przez to nie była podzielona na gromady. Gminy wiejskie w granicach jednej miejscowości (szczególnie na Śląsku Opolskim) były zjawiskiem rzadkim (inne przykłady gmin tego typu to gmina Gogolin I i gmina Kędzierzyn (jedyne drugie w regionie), a także gmina Tarnogród, gmina Oleszyce, gmina Skępe i gmina Legionowo). 6 lipca 1950 zmieniono nazwę woj. śląskiego na katowickie; równocześnie gmina Zawadzkie wraz z całym powiatem strzeleckim weszła w skład nowo utworzonego woj. opolskiego.
Według stanu z 1 lipca 1952 gmina w dalszym ciągu składała się z samej siedziby i nie była podzielona na gromady. Gmina została zniesiona 29 września 1954 wraz z reformą wprowadzającą gromady w miejsce gmin. Jednostki nie przywrócono 1 stycznia 1973 wraz z kolejną reformą reaktywującą gminy, a z jej dawnego obszaru oraz z obszaru dotychczasowej gminy Kielcza utworzono nową gminę Zawadzkie.